# Huu úr
A Huu úr (eredeti cím: Pan Huu) csehszlovák televíziós rajzfilmsorozat, amely 1990-ben készült. Az első évad 7 része 1991 és 1992 között, a második évad 6 része 1994 futott.

## Szereplők
- Mesélő: Forgács Gábor
- Huu úr: Koncz István
- Egérke: Halmágyi Sándor
- Bandi: Minárovits Péter
- Vanda: Zsigmond Tamara

## Epizódok
| #            | Magyar cím                    | Cseh cím                     |
| ------------ | ----------------------------- | ---------------------------- |
|              |                               |                              |
| ELSŐ ÉVAD    |                               |                              |
|              |                               |                              |
| 01           | Huu úr munkába megy           | Pan Huu jde do práce         |
|              |                               |                              |
| 02           | Huu úr nagy akar lenni        | Pan Huu chce být velký       |
|              |                               |                              |
| 03           | Huu úr az iskolában           | Pan Huu jde do školy         |
|              |                               |                              |
| 04           | Huu úr és a hihetetlen csokor | Pan Huu a neuvěřitelná kytka |
|              |                               |                              |
| 05           | Huu úr megvédi az otthonát    | Pan Huu brání svůj domov     |
|              |                               |                              |
| 06           | Huu úr a városban             | Pan Huu ve městě             |
|              |                               |                              |
| 07           | Huu úr és a szuperkísértet    | Pan Huu a superstrašidlo     |
|              |                               |                              |
| MÁSODIK ÉVAD |                               |                              |
|              |                               |                              |
| 08           | A pince kincse                | Pan Huu a nový domov         |
|              |                               |                              |
| 09           | Fűtőszekrény - bűncselekmény  | Pan Huu v kuchyni            |
|              |                               |                              |
| 10           | Sivár vásár                   | Pan Huu nakupuje             |
|              |                               |                              |
| 11           | Téglaporos iparosok           | Pan Huu na procházce         |
|              |                               |                              |
| 12           | Fele való, fele vízió         | Pan Huu a televize           |
|              |                               |                              |
| 13           | Hazakísért házikísértet       | Pan Huu se vrací             |